# Ralph Waldo Emerson House
Als Ralph Waldo Emerson House ist das ehemalige Wohnhaus des amerikanischen Philosophen Ralph Waldo Emerson im National Register of Historic Places mit dem Status einer National Historic Landmark eingetragen. Es ist heute als Museum zugänglich und befindet sich in Concord im Bundesstaat Massachusetts der Vereinigten Staaten. Das Bauwerk ist zugleich Contributing Property zum Concord Monument Square-Lexington Road Historic District.

## Beschreibung
Das Gebäude wurde 1828 vollständig aus Holz errichtet und 1835 von Emerson erworben. Er erweiterte das ursprünglich L-förmige Haus im Jahr 1836 um zwei weitere Räume, die ihm den heute noch bestehenden quadratischen Grundriss gaben. 1857 folgten weitere bauliche Veränderungen. Die beiden Hauseingänge verfügen jeweils über ein Vordach, das von Säulen dorischer Ordnung getragen wird. Im Erdgeschoss befinden sich ein Gästezimmer, ein Esszimmer, Emersons Arbeitszimmer sowie die Küche, während im Obergeschoss vier Schlafzimmer untergebracht sind.
Im Juli 1872 wurde das Haus durch ein im Dachgeschoss ausgebrochenes Feuer stark beschädigt. Freunde von Emerson finanzierten daraufhin die vollständige Restaurierung des Gebäudes, das bis heute nicht mehr verändert wurde. Lediglich die Inhalte des Arbeitszimmers wurden auf die Concord Antiquarian Society übertragen und in den 1930er Jahren durch Duplikate ersetzt. Nach Emersons Tod gehörte das Haus weiterhin der Familie, bis es 1930 auf die Ralph Waldo Emerson Memorial Association übertragen wurde, die es heute als saisonal geöffnetes Museum betreibt.

## Historische Bedeutung

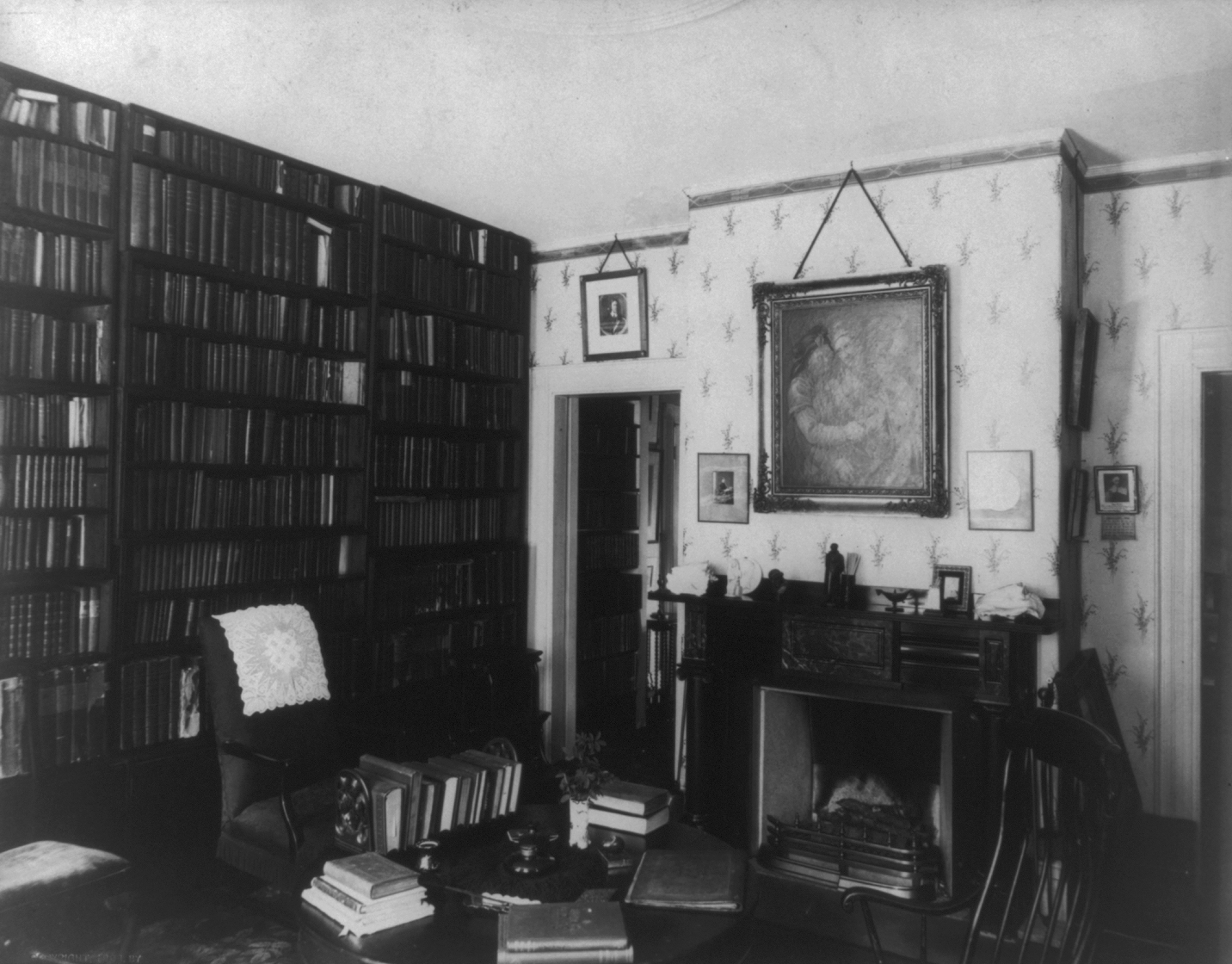
Emersons Arbeitszimmer im Jahr 1888

Obwohl Emerson zu Lebzeiten vor allem als Vortragsredner berühmt war, ist er heute vor allem für seine Essays bekannt, die er zumeist aus seinen Vorträgen ableitete. Alle seine Hauptwerke – insbesondere Nature (1836), The American Scholar (1837), zwei Bände mit Essays (1841, 1844), Representative Men (1850) sowie English Traits (1856) – schrieb er in diesem Haus.